# Saxtuba
Le saxtuba est une famille d'anciens instruments à vent de la famille des cuivres conçu et réalisée par le facteur d'instruments Belge Adolphe Sax vers 1845. Le terme saxtuba est parfois employé pour désigner le saxhorn basse, il se pourrait que le saxtuba ne désigne pas un instrument bien distinct mais seulement un saxhorn avec un enroulement (forme du corps de l'instrument) différent.
La conception de l'instrument a été inspirée par d'instruments romains, le buccin et la tuba (trompette militaire).
Les saxtubas, qui représentent une famille complète d'instruments, ont d'abord été utilisés par Jacques-Fromental Halévy dans son opéra Le Juif errant en 1852. L'instrument était principalement employé dans les orchestres d'harmonie pour les cérémonies militaires sur le Champ de Mars à Paris.

## Brevet du 5 mai 1849
Le brevet d'invention no 8351 sur une période de 15 ans est intitulé "Des dispositions applicables aux instruments à vent se rattachant particulièrement aux clairons des chasseurs d'infanterie". Il est déposé le 5 mai 1849 par Adolphe Sax à la préfecture de la Seine (ancien département), l’arrêté est signé du 16 juillet 1849. Deux additions sont apportées au brevet datant du 20 aout 1849 et du 23 avril 1852 - cette dernière concernant le saxtuba.
Le brevet originel porte sur un système permettant d'ajouter des pistons à un clairon par remplacement d'une partie du corps de l'instrument. La première addition concerne les trombones et trompettes à coulisse et consiste en l'ajout d'un piston afin de pouvoir réaliser les positions dans le registre grave (équivalent de la noix des trombones complets inventée par Sattler en 1839). La deuxième addition de 1852 concerne la famille qui sera appelé ensuite saxtuba.

### Invention de la famille des saxtubas
Quand il a conçu ces instruments, ses intentions premières étaient acoustiques, il avait pour « but de donner à tous les sons d'un orchestre militaire une même direction » et que « le son n'arrive à l'oreille que par une onde sonore directe ». C'est pourquoi il plaça le pavillon des basses au-dessus de la tête de l'instrumentiste et « légèrement incliné de droite à gauche ».
Adolphe Sax ne fait aucune mention au nom « saxtuba » — le nom n'étant inventé qu'après — ni même au fait qu'il a inventé un nouvel instrument, contrairement aux brevets du saxophone, du saxhorn et du saxotromba.
Afin de donner à ses instruments l'aspect des instruments naturels de la Rome antique, Adolphe Sax dissimula habilement les pistons, permettant de jouer tous les degrés chromatiques.
Les cylindres décrits dans le brevet d'origine étaient des pistons permettant à l'instrumentiste de modifier les notes naturelles de l'instrument en les haussant ou en les baissant d'un demi-ton sans émettre d'intonations fausses.
Comme les saxhorns et saxotrombas de Sax, également couverts par ce brevet, les saxtubas étaient équipés de pavillons tournants, c'est-à-dire que leur embouchure était orientée vers le haut et en avant — ce qui était considéré comme idéal pour les instruments destinés à être joués en marchant ou sur une estrade en plein air.

## Histoire

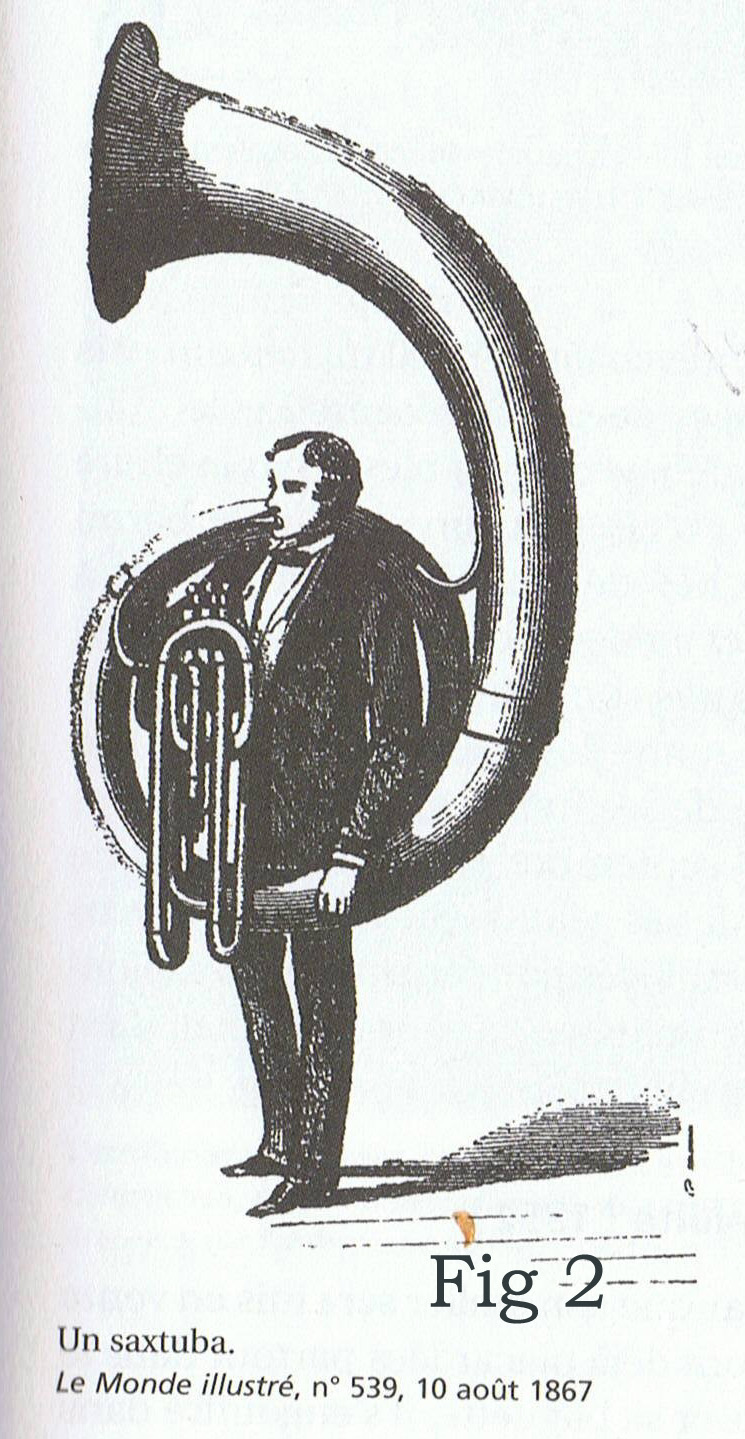
Exemple de saxtuba (1867).

Le saxtuba aurait d'abord été conçu par Sax dans son atelier de la rue Saint-Georges à Paris vers 1845. Le 5 mai 1849, Sax déposa un brevet pour une série d'instruments de cuivre équipés de cylindres. En 1859, Sax appliqua un système de six pistons indépendants au saxtuba.
Adolphe Sax s'est inspiré en partie de la forme des instruments de la Rome antique. En effet, peu de temps avant la Révolution française, le peintre Jacques-Louis David avait effectué des recherches approfondies sur les anciens instruments romains tels qu'ils apparaissent sur la colonne de Trajan à Rome. Deux de ces instruments furent remis en usage sous la France révolutionnaire, le buccin et la tuba (trompette militaire).
Les saxtubas furent employés pour la création de l'opéra de Jacques-Fromental Halévy, Le Juif errant à l'Opéra de Paris, le 23 avril 1852. Sax était alors chargé de la direction des fanfares pour la musique de scène.
Dans l'opéra d'Halévy, les saxtubas sont d'abord entendus sur scène dans la Marche triomphale (no 17) à la fin de l'acte III. Un total de huit tailles différentes de saxtubas est nécessaire pour jouer les dix parties individuelles. Curieusement, les saxtubas ne sont pas désignés par ce nom dans la seule copie survivante de la partition, où ils sont répertoriés comme saxhorns, ce qui suggère que la décision d'utiliser des saxtubas intervint en ajout de la partition initiale. Dans la partition, les instruments sont désignés comme suit :
| Petit Sax-horn aigu en Si{\displaystyle \flat } Sax-horn soprano en Mi{\displaystyle \flat } Cornet à pistons en Si{\displaystyle \flat } [Saxhorn en Si{\displaystyle \flat }, acte V] Sax-horn contralto en Si{\displaystyle \flat } 1er Saxhorn alto en Mi{\displaystyle \flat } 2e Saxhorn alto en Mi{\displaystyle \flat } Sax horn baryton en Si{\displaystyle \flat } Sax horn basse en Si{\displaystyle \flat } Sax horn contrebasse en Mi{\displaystyle \flat } Sax horn contrebasse en Si{\displaystyle \flat } |

La seule autre apparition de cet ensemble dans la musique de scène de l'opéra est dans le jugement dernier de l'acte V, qui comprend également des pièces pour quatre saxophones, dont l'un était tenu par Adolphe Sax lui-même à la création. Dans les deux cas, les interprètes sont chargés d'effectuer une marche sur scène. Cette musique a été comparée à l'Apothéose de la symphonie funèbre et triomphale de Berlioz en 1840. Dans son compte-rendu de la première de l'opéra, François-Joseph Fétis indiquait que la sonorité des saxtubas était hors de toute proportion avec celle de l'orchestre dans la fosse. Aux représentations suivantes, les instruments furent joués en sourdine, ce qui semble avoir donné lieu à un meilleur équilibre entre les deux ensembles.
Le Juif errant ne remporta pas un grand succès, malgré cinquante représentations sur plus de deux saisons à l'Opéra de Paris, et le saxtuba disparut lorsque l'œuvre fut retirée du répertoire. La seule autre apparition publique notable de saxtubas eut lieu moins d'un mois après la première de l'opéra, le 10 mai 1852 lorsque douze saxtubas participèrent à une cérémonie militaire sur le Champ-de-Mars, dans laquelle le président de la République française Louis-Napoléon Bonaparte devait distribuer les couleurs de son armée. Bien qu'un total de 1500 musiciens de trente régiments étaient employés dans la cérémonie, les douze saxtubas dépassaient tous les autres instruments en volume sonore. Selon un témoin oculaire, des saxtubas ont été joués par les mêmes musiciens en civil qui avaient joué eux à l'Opéra le mois précédent.
L'existence de quelques saxtubas de la fin du XIXe siècle ou du début du XXe siècle — dont six exemplaires fabriqués par le fils de Adolphe Sax-Edouard — suggère que l'instrument n'est pas devenu complètement obsolète après la disparition du juif errant dans le répertoire. Les archives conservées dans la Bibliothèque-Musée de l'Opéra National de Paris font mention d'apparitions sporadiques de saxtubas de différentes tailles dans des productions d'opéras à la fin du XXe siècle, à la fois comme instrument soliste dans la fosse et comme instruments de théâtre sur scène. Jules Massenet emploie ainsi un saxtuba dans son orchestre pour Le Roi de Lahore en 1877, Charles Gounod utilise également l'instrument dans Le Tribut de Zamora en 1881. Massenet écrivit aussi un solo de saxtuba contrebasse en Ut dans Esclarmonde en 1889

## Musicologie

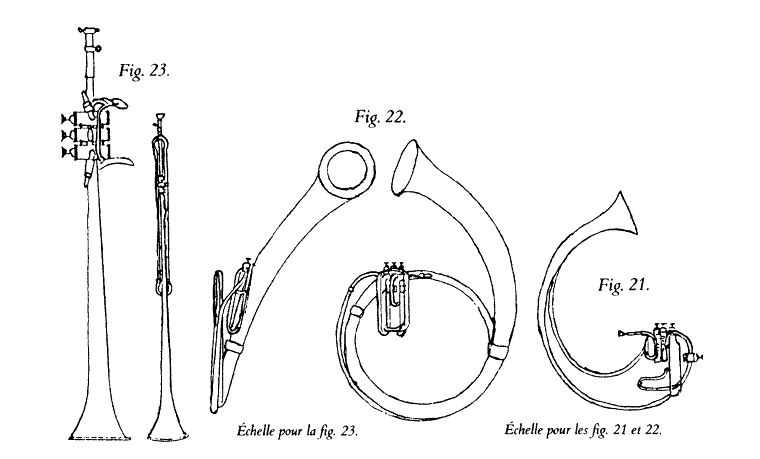
Esquisses de Sax pour le brevet de 1849 sur les saxtubas.

En 1855, dans la version revue et augmentée de son Traité d'instrumentation et d'orchestration, Berlioz donne une description des instruments de Sax, dont les saxtubas :
« Instruments à bocal avec un mécanisme de trois cylindres, d'une sonorité énorme, qui portent loin, et produisent un effet extraordinaire dans les orchestres militaires destinés à être entendus en plein air. […] La forme élégamment arrondie rappelle celle des trompettes antiques de grand format. »
Le saxtuba est souvent simplement considéré comme l'instrument le plus grave de la famille des saxhorns. En 1908, W.L. Hubbard définit le saxtuba comme « saxhorn basse, instrument de cuivre comparable au saxotromba, inventé par Adolphe Sax. Il dispose d'un système de trois pistons, pour modifier son intonation, et une grande embouchure. Sa sonorité est grave et profonde. »
Le saxtuba n'apparaît pas dans le Grove Dictionary of Music and Musicians, mais le New Grove Dictionary le décrit comme « un instrument de cuivre de forme circulaire inspiré du buccin des anciens Romains », ajoutant qu'il a « un système de trois pistons, la famille des saxtubas est déclinée en sept modèles du piccolo en Si{\displaystyle \flat } à la contrebasse en Si{\displaystyle \flat } ».

## Famille des saxtubas
Entre les saxtubas employés pour le Juif errant (1852), les neuf modèles répertoriés par Berlioz (1855) et ceux considérés par Forsyth (1914), il apparaît que l'instrument a progressé notablement :
| Halévy - Aigu en Si{\displaystyle \flat } Soprano en Mi{\displaystyle \flat } Contralto en Si{\displaystyle \flat } Alto en Mi{\displaystyle \flat } Baryton en Si{\displaystyle \flat } Basse en Si{\displaystyle \flat } Contrebasse en Mi{\displaystyle \flat } Contrebasse en Si{\displaystyle \flat } | Berlioz Suraigu en Ut Suraigu en Si{\displaystyle \flat } Soprano en Mi{\displaystyle \flat } Alto en Si{\displaystyle \flat } Ténor en Mi{\displaystyle \flat } Baryton en Si{\displaystyle \flat } Basse en Si{\displaystyle \flat } Contrebasse en Mi{\displaystyle \flat } Bourdon en Si{\displaystyle \flat } | Forsyth - Sopranino en Mi{\displaystyle \flat } Soprano en Si{\displaystyle \flat } Alto en Mi{\displaystyle \flat } Ténor en Si{\displaystyle \flat } Basse en Si{\displaystyle \flat } Basse en Mi{\displaystyle \flat } Contrebasse en Si{\displaystyle \flat } | Modernes Sopranino en Ut Sopranino in Si{\displaystyle \flat } Soprano en Mi{\displaystyle \flat } Alto en Si{\displaystyle \flat } Ténor en Mi{\displaystyle \flat } Baryton en Si{\displaystyle \flat } Basse en Si{\displaystyle \flat } Basse en Mi{\displaystyle \flat } Contrebasse en Si{\displaystyle \flat } |  |

## Tessiture
Comme le saxhorn, le saxtuba est un instrument transpositeur. Selon la table de transpositions établie par Forsyth en 1914, l'instrument est écrit et sonne comme suit :
| Nom         | Clef                     | Fondamentale note réelle | Transposition                                | Tessiture notes réelles |
| ----------- | ------------------------ | ------------------------ | -------------------------------------------- | ----------------------- |
| Sopranino   | Si{\displaystyle \flat } |                          | à la septième diminuée supérieure            |                         |
| Soprano     | Mi{\displaystyle \flat } |                          | à la tierce mineure supérieure               |                         |
| Alto        | Si{\displaystyle \flat } |                          | à la seconde majeure inférieure              |                         |
| Ténor       | Mi{\displaystyle \flat } |                          | à la sixte inférieure                        |                         |
| Baryton     | Si{\displaystyle \flat } |                          | à la neuvième majeure inférieure             |                         |
| Basse       | Si{\displaystyle \flat } |                          | à la neuvième majeure inférieure             |                         |
| Basse       | Mi{\displaystyle \flat } |                          | à la treizième inférieure                    |                         |
| Contrebasse | Ut                       |                          | à la double octave inférieure                |                         |
| Contrebasse | Si{\displaystyle \flat } |                          | à l'octave et la neuvième majeure inférieure |                         |

## Instruments d'origine
Une demi-douzaine de saxtubas réalisés par la maison Adolphe Sax sont conservés dans des musées:
| Année     | Clef                     | Pistons   | Musée                                                                                     | Commentaires                            |
| --------- | ------------------------ | --------- | ----------------------------------------------------------------------------------------- | --------------------------------------- |
| 1855      | Mi{\displaystyle \flat } | 3 pistons | Metropolitan Museum of Art, New York                                                      |                                         |
| 1855      | Si{\displaystyle \flat } |           | Musikinstrumenten-Museum, Berlin                                                          | perdu durant la Seconde Guerre mondiale |
| 1855      | Mi{\displaystyle \flat } | 3 pistons | Trompetenmuseum, Bad Säckingen                                                            |                                         |
| 1895–1907 |                          | 4 pistons | « Musée de la Musique, Paris »(Archive.org • Wikiwix • Archive.is • Google • Que faire ?) | pavillon pivotant                       |
| 1895–1907 |                          |           | « Musée de la Musique, Paris »(Archive.org • Wikiwix • Archive.is • Google • Que faire ?) | Adolphe-Edouard Sax                     |
| c. 1900   |                          | 4 pistons | « Musée de la Musique, Paris »(Archive.org • Wikiwix • Archive.is • Google • Que faire ?) | Adolphe-Edouard Sax pavillon pivotant   |
| c. 1900   |                          |           | « Musée de la Musique, Paris »(Archive.org • Wikiwix • Archive.is • Google • Que faire ?) |                                         |
| 1907–28   |                          | 3 pistons | Paris                                                                                     | Adolphe-Edouard Sax pavillon pivotant   |
| c. 1900   |                          | 4 pistons | « Musée de la Musique, Paris »(Archive.org • Wikiwix • Archive.is • Google • Que faire ?) | Adolphe-Edouard Sax pavillon tournant   |